# Distretto di Songkhone
Il distretto di Songkhone è uno dei quindici distretti (mueang) della provincia di Savannakhet, nel Laos. Ha come capoluogo la città di Songkhone.